# Mark Rypien

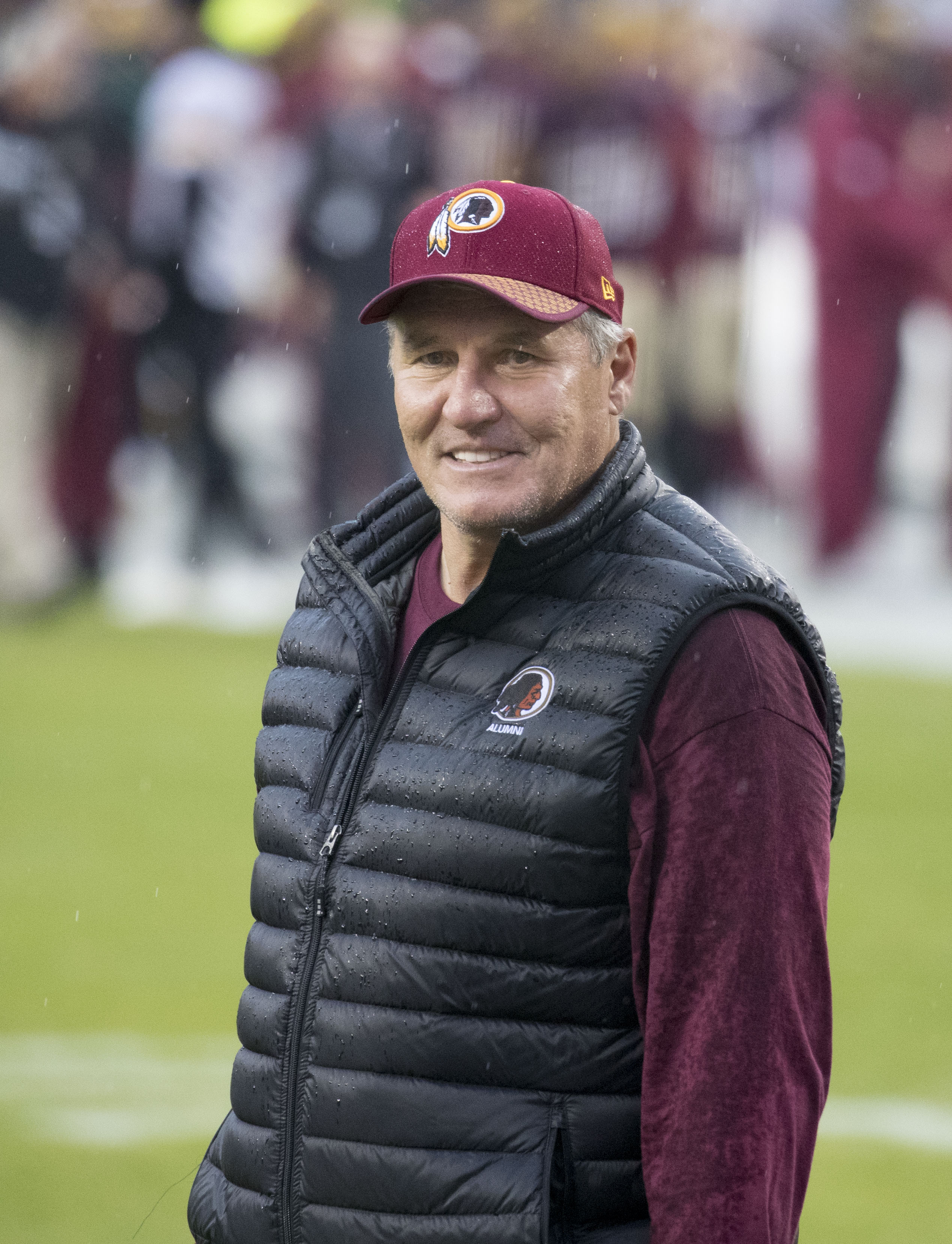
Mark Rypien, 2017.

Mark Robert Rypien, född 2 oktober 1962 i Calgary i Alberta, är en kanadensisk före detta utövare av amerikansk fotboll som tillbringade elva säsonger i den amerikanska proffsligan National Football League (NFL). Han spelade som quarterback för Washington Redskins, Cleveland Browns, St. Louis Rams, Philadelphia Eagles och Indianapolis Colts mellan 1988 och 2001. Han tillhörde Redskins när de vann Super Bowl XXII och var startande quarterback när han ledde Redskins till en andra Super Bowl-seger 1992 (XXVI), där han även blev utsedd till slutspelets mest värdefullaste spelare.
Innan han blev proffs, studerade han på Washington State University och spelade för deras universitetslag Washington State Cougars.
Han var kusin till Rick Rypien som spelade professionell ishockey och spelade i den nordamerikanska proffsligan National Hockey League (NHL) mellan 2005 och 2011 när han tog sitt liv på grund av psykisk ohälsa. Rypien är också syssling till Shane Churla som spelade också i NHL mellan 1986 och 1997.